# Sobrosa
Sobrosa es una freguesia portuguesa del concelho de Paredes, con 4,87 km² de superficie y 2502 habitantes (2001). Su densidad de población es de 513,8 hab/km².

## Galería

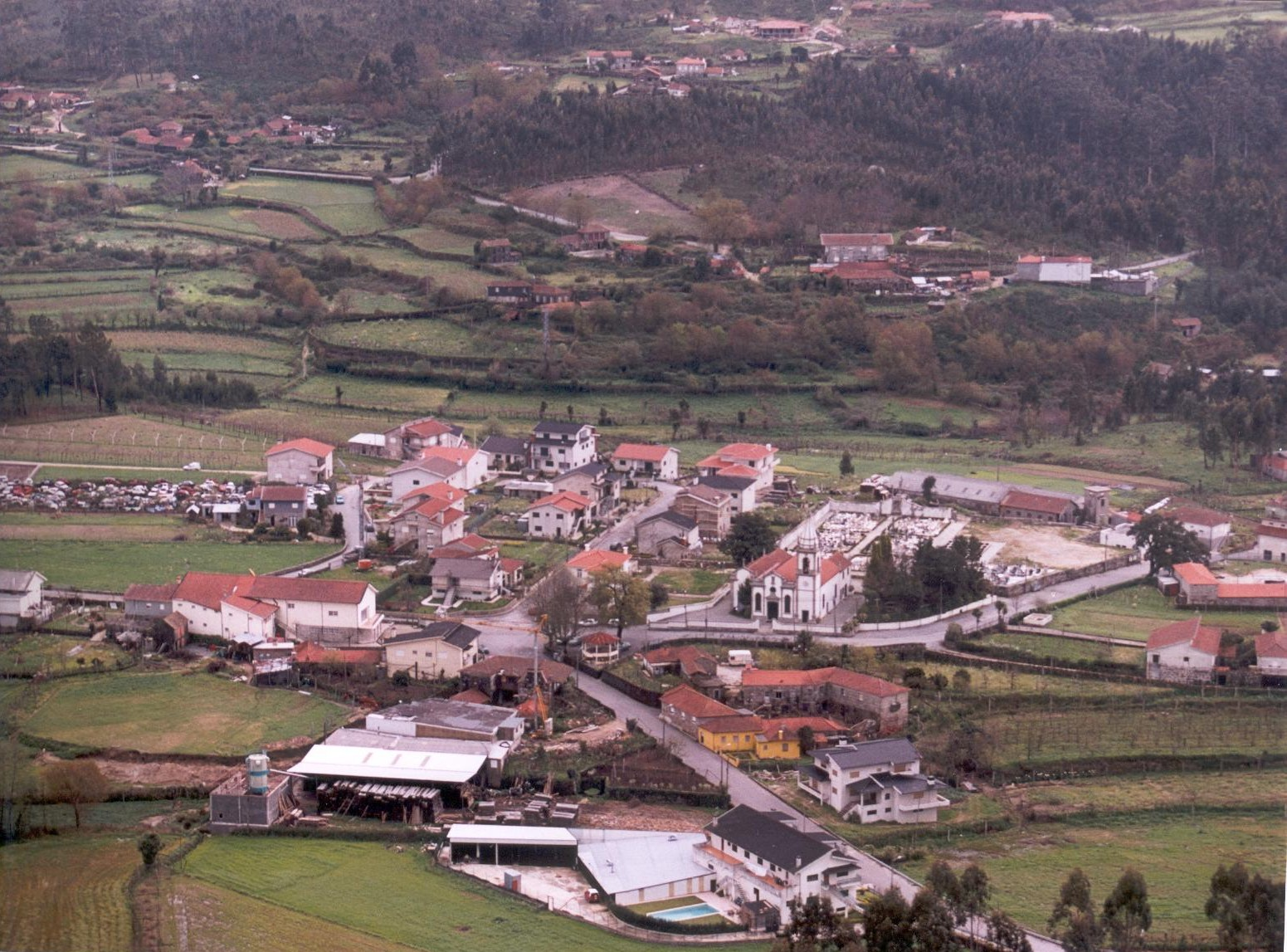
Vista aérea do centro da freguesia de Sobrosa